# Corynoptera acutula
Corynoptera acutula är en tvåvingeart som beskrevs av Yang, Zhang och Yang 1995. Corynoptera acutula ingår i släktet Corynoptera och familjen sorgmyggor.
Artens utbredningsområde är Zhejiang (Kina). Inga underarter finns listade i Catalogue of Life.